# Coin-sur-Seille
Coin-sur-Seille är en kommun i departementet Moselle i regionen Grand Est (tidigare regionen Lorraine) i nordöstra Frankrike. Kommunen ligger i kantonen Verny som tillhör arrondissementet Metz-Campagne. År 2022 hade Coin-sur-Seille 334 invånare.

## Befolkningsutveckling
Antalet invånare i kommunen Coin-sur-Seille
| Referens: INSEE |